# Григоро-Бригадирівська сільська рада
Григоро-Бригадирівська сільська рада — колишній орган місцевого самоврядування у Кобеляцькому районі Полтавської області з центром у c. Григоро-Бригадирівка.

## Населені пункти
Сільраді були підпорядковані населені пункти:
- c. Григоро-Бригадирівка
- с. Мотрине
- с. Солошине

На території сільради до створення Кам'янського водосховища знаходилось село Шматкове.